# Asthena
Asthena is een geslacht van vlinders van de familie spanners (Geometridae), uit de onderfamilie Larentiinae.

## Soorten
- A. albidaria Leech, 1897
- A. albosignata Moore, 1888
- A. albulata

Wit spannertje (Hufnagel, 1767)
- A. amurensis Staudinger, 1897
- A. anseraria

Kornoeljespanner (Herrich-Schäffer, 1855)
- A. argyrorrhytes Prout, 1916
- A. defectata Christoph, 1880
- A. distinctaria Leech, 1897
- A. hamadryas Inoue, 1976
- A. lactularia Herrich-Schäffer, 1856
- A. lacturaria (Herrich-Schäffer, 1855)
- A. lassa Prout, 1926
- A. livida Warren, 1896
- A. melanosticta Wehrli, 1924
- A. nymphaeata Staudinger, 1897
- A. octamacularia Leech, 1897
- A. ochrifasciaria Leech, 1897
- A. plenaria Leech, 1897
- A. sachalinensis Matsumura, 1925
- A. straminearia Leech, 1897
- A. subditaria Warren, 1906
- A. undulata Wileman, 1915
- A. yargongaria Oberthür, 1916